# 7027 Toshihanda
7027 Toshihanda è un asteroide della fascia principale. Scoperto nel 1993, presenta un'orbita caratterizzata da un semiasse maggiore pari a 3,9617157 UA e da un'eccentricità di 0,1947776, inclinata di 12,38167° rispetto all'eclittica.